# 21933 Aaronrozon
21933 Aaronrozon è un asteroide della fascia principale. Scoperto nel 1999, presenta un'orbita caratterizzata da un semiasse maggiore pari a 2,9329796 UA e da un'eccentricità di 0,0589729, inclinata di 2,84291° rispetto all'eclittica.
Aaron Rozon, il cui nome è stato dato all'asteroide, è un ragazzo hawaiano vincitore di un concorso scientifico per scuole medie.